# Louis Deglatigny
Louis Paul Isidore Deglatigny, né le 6 juillet 1854 à Rouen où il est mort le 13 septembre 1936, est un négociant, archéologue et collectionneur normand.

## Biographie
Il naît rue Crevier à Rouen d'Isidor Deglatigny, fabricant de rouennerie et de Marguerite Pauline Dautresme, sans profession, mariés le 6 août précédent à Elbeuf. Il fait ses études au lycée Corneille à Rouen.
Il achète en 1888 la maison d'importation de bois J.B. Le Mire, avenue du Mont-Riboudet, qu'il dirige pendant presque 20 ans. Il siège à la Chambre de commerce de Rouen de 1894 à 1904.
Il se retire des affaires en 1904 et devient archéologue et collectionneur. Il consacre ses loisirs à l'étude de la préhistoire, l'archéologie et les beaux-arts. Il réunit une collection de tableaux, dessins et d'estampes. Par ailleurs, il s'intéresse aussi à la conservation des édifices anciens de Rouen.
Membre des Amis des Monuments Rouennais, il en devient le président en 1900-1901. Il est président de la Société normande d'études préhistoriques. Il est vice-président du comité du musée d'Antiquités de la Seine-Inférieure.
En 1926, la Société française d'archéologie lui décerne une médaille de vermeil lors du Congrès archéologique de France.
Il meurt le 13 septembre 1936  au no 29 rue Blaise-Pascal à Rouen.
Après sa mort, 8 ventes aux enchères ont eu lieu et dispersé sa collection de livres, tableaux, estampes, autographes, monnaies…

## Ouvrages
- Notes sur le courtage maritime par un négociant, Paris, Guillaumin et Cie, 1904, 100 p.
- Notes sur le temple gallo-romain de Saint-Ouen de Thouberville et sur un ex-voto en bronze du musée de Rouen, Rouen, Imprimerie de J. Lecerf fils, 1922, in-8o
- Notice archéologique sur les forêts de Rouvray et de la Londe (Seine-Inférieure), Rouen, Imprimerie J. Lecerf fils, 1922, in-8o
- Le Camp des Grands Parquets à Condé-sur-Risle (Eure). Découverte d'une cachette de bronze au Mont Saint-Aignan (Seine-Inférieure), Rouen, Imprimerie de J. Gireud, 1923, in-8o
- Fouilles de la place des Carmes à Rouen en 1923. Cachette de bronze découverte à Biessard, près de Rouen, Rouen, Imprimerie de Lecerf fils, 1924, in-8o
- Documents et notes archéologiques, Rouen, Imprimerie Lecerf fils, 1925-1933, in-8o
- Notes sur quelques enceintes de l'arrondissement de Bernay (plans de F. Ameline), Rouen, Imprimerie Lecerf fils, 1926
- Nouvelles notes sur les enceintes de l'arrondissement de Bernay et les plans de F. Ameline, Rouen, Imprimerie Lecerf, 1931
- Inventaire archéologique de la Seine-Inférieure, Évreux, Hérissey, 1931, in-8o ; Paris, Res Universis, 1993